# Ван Ос, Дан
Иданюс Георг (Дан) ван Ос (нидерл. Idanus Georg "Daan" van Os; 13 октября 1905, Амстердам — 21 февраля 1990) — нидерландский футболист-универсал, игравший на позициях защитника, полузащитника и нападающего, выступал за команды «Аякс» и ВСВ.

## Спортивная карьера
В возрасте двадцати трёх лет Дан дебютировал за футбольный клуб «Аякс», до этого был игроком клуба «Арендс». На тот момент он проживал в центральной части Амстердама по адресу Виттенбюргерграхт 35. В сентябре 1929 года был заявлен за вторую команду «Аякса». Первую игру за основной состав провёл 17 ноября против клуба «Хилверсюм», выйдя на замену во втором тайме вместо нападающего Пита ван Ренена — встреча проходила в рамках юбилейного турнира Футбольного союза Нидерландов и завершилась победой амстардамцев со счётом 2:1. 24 ноября дебютировал в чемпионате Нидерландов в матче с АДО, заменив во втором тайме правого полусреднего нападающего Вима Волкерса. Гостевая встреча завершилась поражением его команды — 2:1. В следующем сезоне он также отметился одним появлением на поле в матчах чемпионата, появившись в стартовом составе против ХФК. Дан сыграл в защите вместе с Яном ван Дипенбеком, амстердамцы победили 0:1.
За четыре сезона в «Аяксе» принял участие всего в пяти матчах первенства Нидерландов. Последнюю игру в чемпионате за «красно-белых» провёл 2 октября 1932 года против «Хилверсюма». В июне 1933 года принимал участие в легкоатлетических соревнованиях «Аякса».
В сентябре 1933 года запросил перевод в клуб ВСВ из Эймёйдена, но перешёл в новую команду спустя год. В составе клуба дебютировал 2 сентября 1934 года в матче предсезонного турнира с РКХ, сыграв в защите. 30 сентября провёл первую игру в чемпионате за ВСВ, заменив травмированного защитника Дорье во встрече с ДХК. В составе ВСВ выступал на протяжении шести сезонов, а в июне 1938 года выиграл с командой Кубок Нидерландов.

## Личная жизнь
Дан родился в октябре 1905 года в Амстердаме. Отец — Хендрик Петрюс ван Ос, был родом из Утрехта, мать — Мария Катарина Недермейер, родилась в Амстердаме. Родители поженились в марте 1891 года в Амстердаме — на момент женитьбы отец был рабочим. В их семье воспитывалось ещё одиннадцать детей: пятеро сыновей и шестеро дочерей.
Женился в возрасте двадцати семи лет — его супругой стала 25-летняя Виллемейнтье Хендрика Энгелина Вейлер, уроженка Амстердама. Их брак был зарегистрирован 4 января 1933 года в Амстердаме. В ноябре 1938 года в их семье родился сын по имени Валтер Георг.
Умер 21 февраля 1990 года в возрасте 84 лет, похоронен на кладбище в Двингело. Его вдова умерла в декабре 1999 года в возрасте 92 лет, похоронена рядом с супругом.

## Достижения
- Обладатель Кубка Нидерландов: 1937/38